# Fusil Schmidt-Rubin Modèle 1889
Le fusil suisse à répétition Modèle 1889 (abrégé M-1889 ou IG-1889) est un fusil militaire à répétition qui fonctionne selon le principe de fonctionnement de la culasse à mouvement rectiligne (système Schmidt) et adoptés par l'armée suisse en 1889 en remplacement du fusil Vetterli.
Ce fusil se distingue par son système de culasse mobile développée par le colonel Rudolf Schmidt (1832-1898) et sa munition, la 7,5 × 53,5 mm (7,5 mm GP90) conçue par le colonel Edouard-Alexandre Rubin (1846-1920). Le principe de culasse à mouvement rectiligne vivra de 1889 à 1957 et inspirera le colonel Adolf Furrer pour le développement de la culasse du mousqueton 1931.

## Histoire
- 1881

Le colonel Eduard Rubin, directeur de la Fabrique fédérale de munitions à Thoune expérimente un projectile de 9 mm à manteau de cuivre qui devait éviter l' emplombage du canon.
- 1883

Il teste des projectiles de 8 et 7,5 mm à charge de poudre noire comprimée.
Dans le même temps, le professeur Hebler Privat-docent à l'École polytechnique fédérale de Zurich qui suit une voie parallèle, habille ses balles d'une chemise en tôle d'acier à la place du revêtement de cuivre.
Cette chemise coûte moins cher et assure au projectile une meilleure pénétration avec une déformation limitée à l'impact.
La poudre noire produit 57 % de résidus et le fulmicoton inventé par le professeur Schonbein de Bâle en 1846 manque de stabilité. Sa combustion irrégulière et la détérioration des canons empêchent son utilisation dans les armes à feu portatives.
- 1884

L'ingénieur Paul Vieille réussit à « dompter » le fulmicoton et crée la poudre sans fumée (coton-poudre gélatinisé après dissolution dans un mélange d'alcool et d'éther.)
- 1887

Le M 1889 est en concurrence avec le fusil de SIG. Le Conseil fédéral relève la similitude des deux armes
- 1889

Le M 1889 est accepté à l'unanimité, le 26 juin 1889 par l'Assemblée fédérale.

## Production
35 sous-traitants participent à la fabrication, SIG fournit 35 % des pièces, la W+F assure le montage et le contrôle.

Il faut 150 000 fusils pour équiper l'élite et la Landwehr et à la suite du retard de certains fournisseurs, le M 1889 sera fourni à l'armée en 1891 et équipera en premier les écoles de sous-officiers.

## Données techniques
Arme

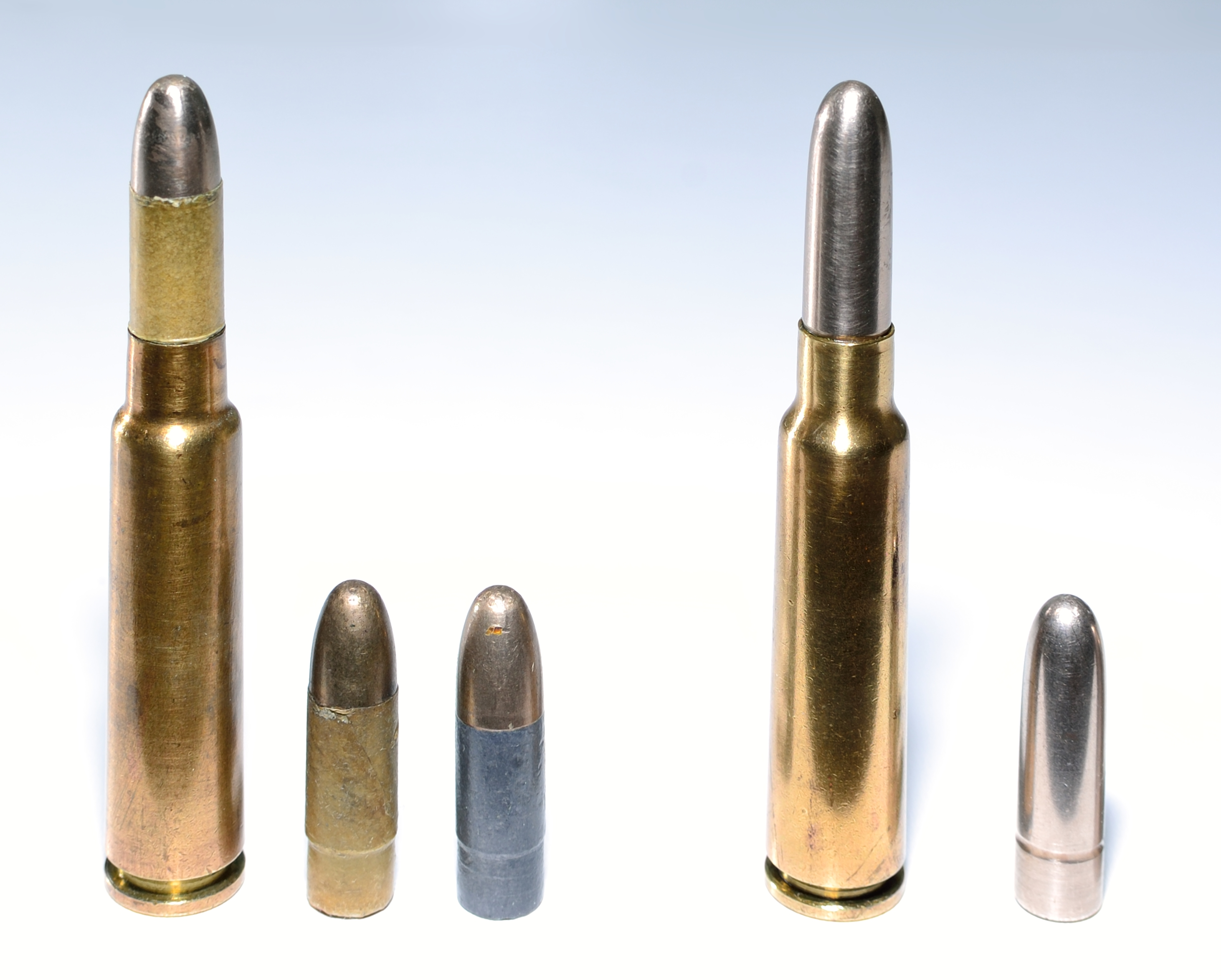
GP 90 et GP90/23

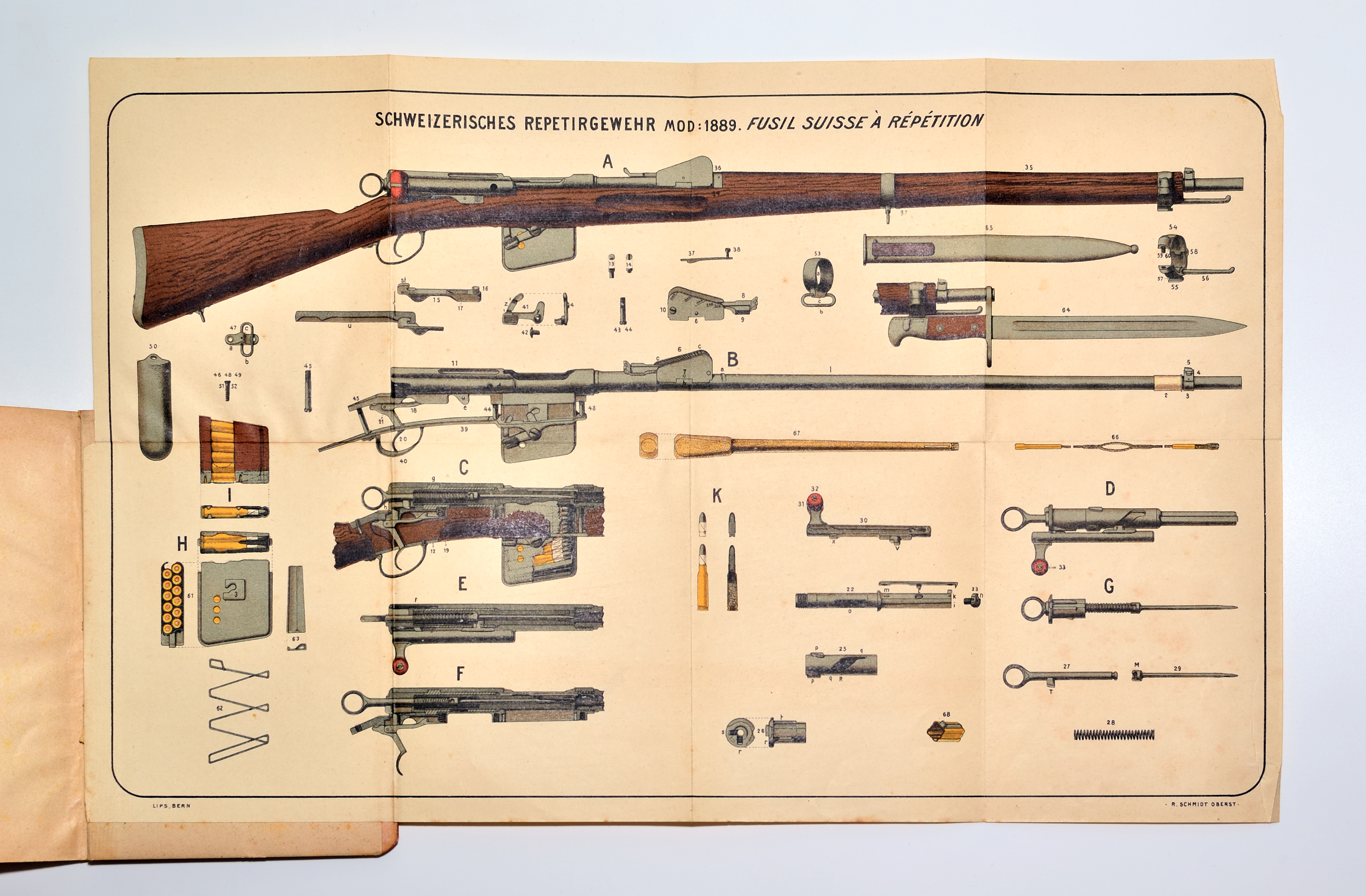
Fusil M1889

- Fabricant : Waffenfabrik Bern (Fabrique fédérale d'armes).
- Brevet : N° N+ 1613 du 11 septembre 1889
- Mise en service : 1889
- Calibre : 7,5 × 53,5 mm GP90
- Longueur du canon : 780 mm
- Longueur de la ligne de visée: 656,5 mm
- Longueur du pas des rayures : 270 mm (10,63')
- Nombre de rayures : 3
- Profondeur des rayures : 0,10 mm
- Largeur des rayures : 3,8 mm
- largeur du champ : 1,95 mm
- Pression max. des gaz : 2 600 bar
- Vitesse initiale : 600 m/s à 25 m
- Magasin : 12 cartouches
- Recul : 1,415 kilogrammètre
- Poids de l’arme à vide : 4,300 g
- Hausse : à cadran, graduée de 300 à 2 000 mètres tous les 100 mètres
- Vitesse normale du feu à charge successive : 10 coups par minute
- Vitesse normale du feu à répétition : 20 coups par minute
- Temps de chargement : 8 s
- Nombre de pièces selon la nomenclature : 67
- Dispersion totale de l'arme selon le fabricant : 0,67 ‰ soit 20 cm à 300 mètres
- Coût de fabrication : CHF 84.- (de l'époque et avec la baïonnette)

### Points particuliers

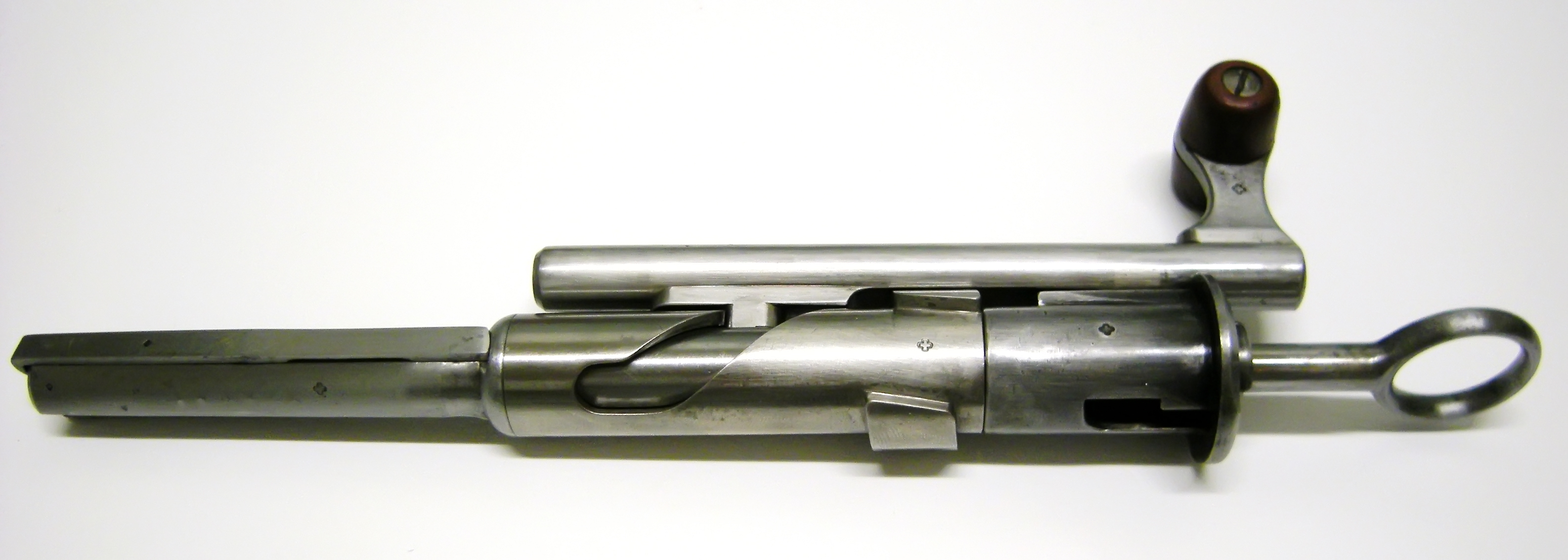
Culasse du M1889

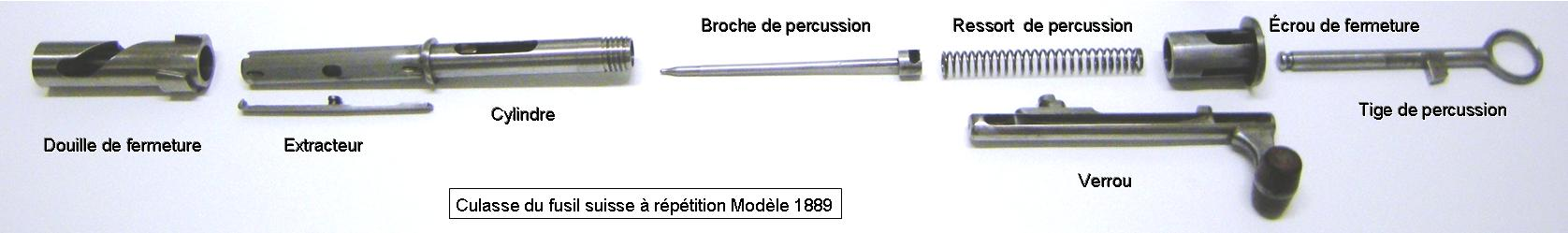
Culasse démontée du M1889

Canon, culasse et boîte de culasse
Le canon a un diamètre de 15,5 à 27 mm (16 à 20 mm pour le mousqueton 31.) 
La culasse est à mouvement rectiligne est composée de 9 pièces, les tenons de verrouillage se trouvent sur l'arrière.
La boîte de culasse est creusée de deux courtes rampes hélicoïdales servant au guidage de la culasse et se terminant par les contreforts qui servent d'appuis aux tenons lors du verrouillage*. L'éjecteur est fixe (mobile pour le Mq 31).
Contrairement au Mq 31, une douille en maillechort est montée sur l'avant du canon : elle reprend l'effort de serrage de la monture et du garde-main et permet la dilatation du canon. Le canon est donc flottant. L'écusson est fixé à la boîte de culasse par trois vis (deux pour le Mq.31).
Toutes les parties métalliques sont bronzées noir, à l'exception des vis à bois qui sont cémentées et de la culasse qui est polie blanc.
*Ce qui implique que la rampe hélicoïdale servant à déverrouiller/ bander le ressort du percuteur/verrouiller la culasse, crée un manque de métal juste à l'avant du tenon se trouvant en dessous en position verrouillé. Cette faiblesse sera rapidement constatée et conduira à l'adoption du fusil modèle 1896. C'est la raison pour laquelle il est très fortement déconseillé d'utiliser des cartouches de type GP11 dans un 1889, même si, le règlement de l'armée suisse en prévoyait la possibilité, en temps de guerre.
Magasin et détente

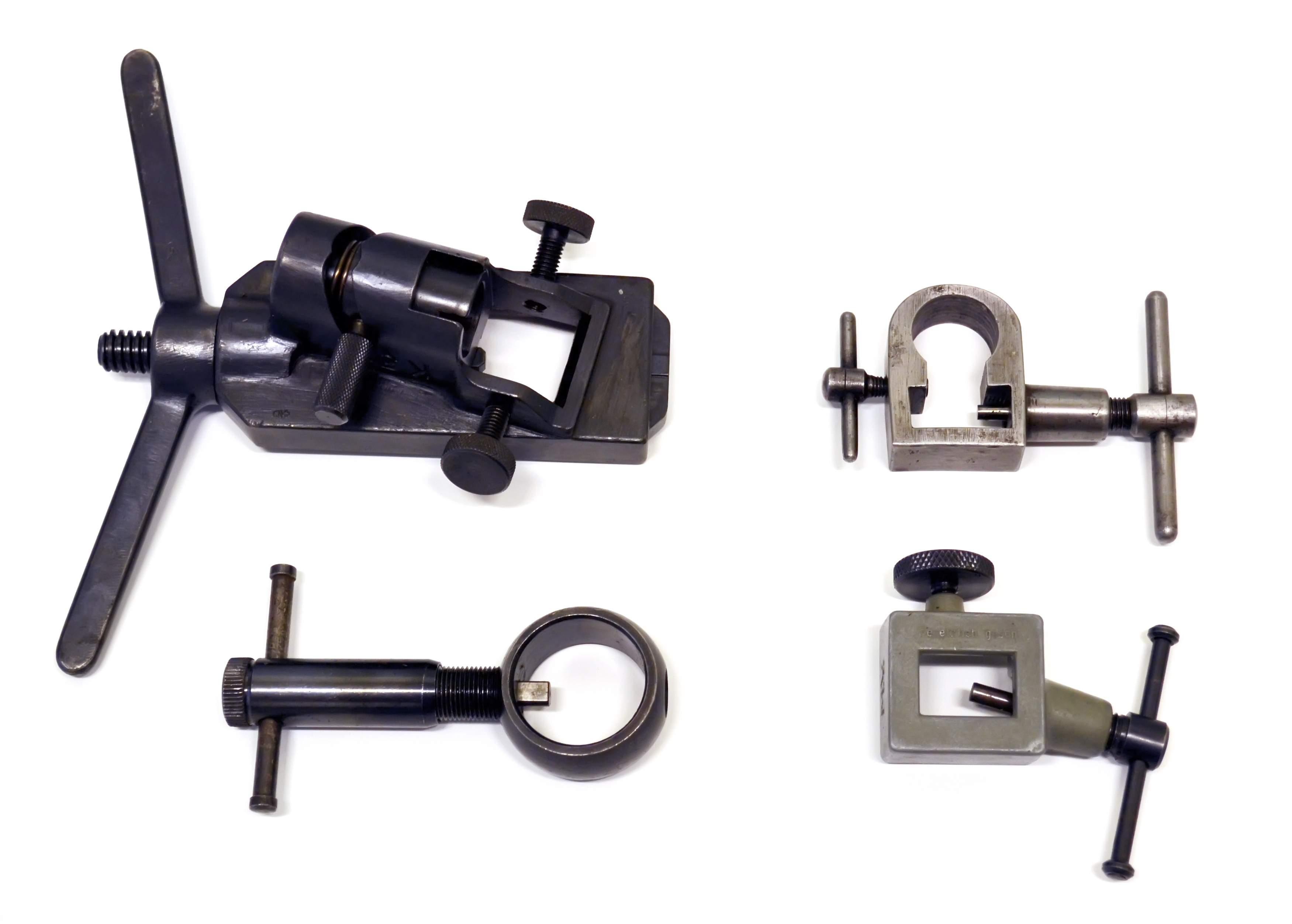
Pousse-guidon pour K11/K31 et 1889

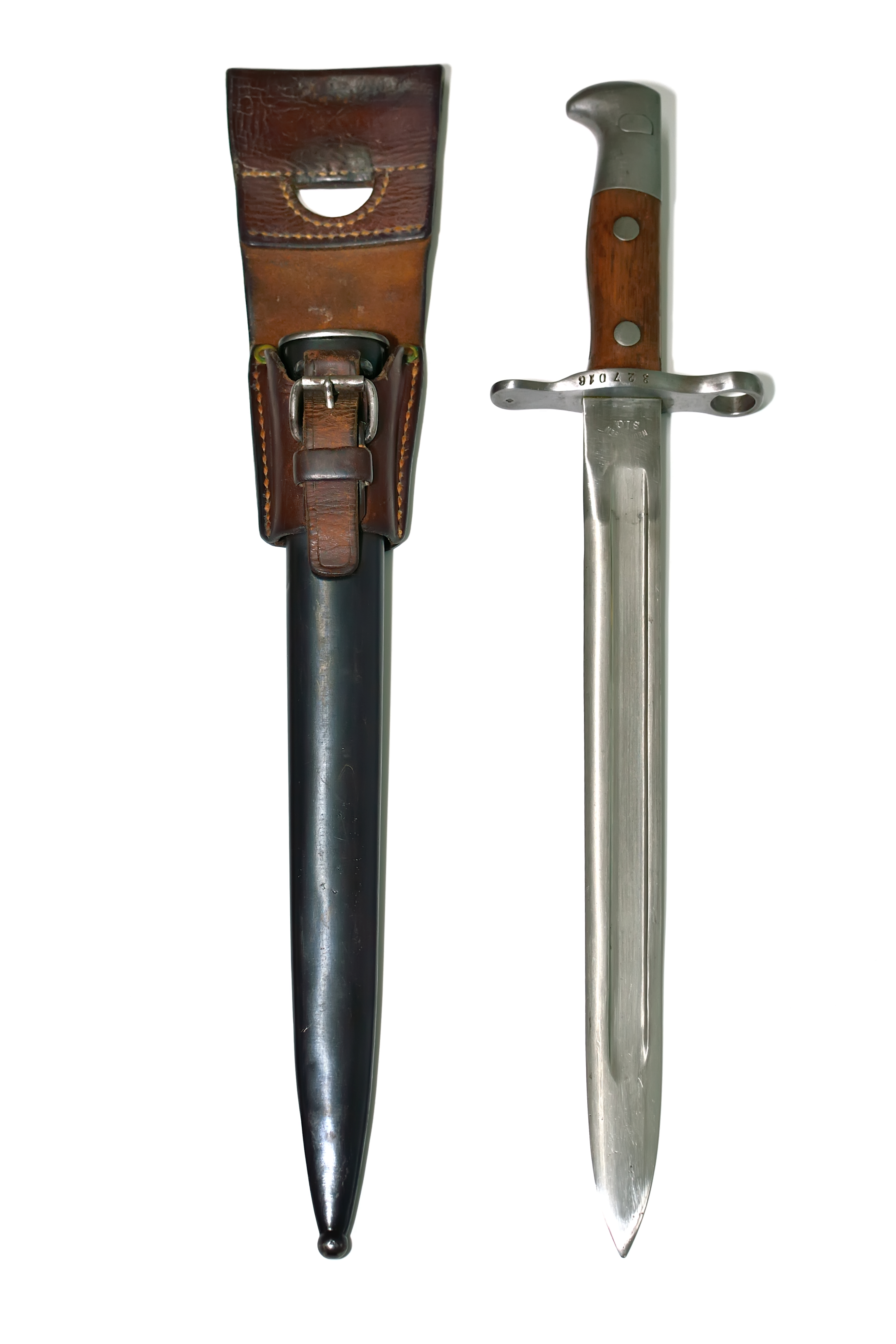
Baïonnette 1889

Le magasin est maintenu dans l'arme par l'intermédiaire du levier de magasin, qui fait partie intégrante de l'arme, et comporte deux positions pour le tir:

-La position basse permet l'alimentation pour le tir à répétition, la planche du magasin empêche la fermeture de la culasse une fois celui-ci vide.
-La position haute met le magasin en position hors-service, il reste fixé à l'arme et la planche du magasin n'empêche plus la fermeture de la culasse. On alimente l'arme au coup par coup par l'orifice de charge. Un arrêt métallique amovible se pinçant sur le levier de magasin et interdisant l'usage de cette position fut adopté après qu'on a constaté que ce "cut-off" pouvait provoquer des incidents d'alimentation lorsqu'il était involontairement engagé.
-La position la plus basse déverrouille le magasin et permet son extraction.

L'appareil de détente est composé de deux leviers doubles : la gâchette et la détente qui sont actionnées par le ressort de gâchette, la détente est à double effet (à bossette). Le poids de cette dernière ne dépasse pas 1,550 kg. 
Hausse et guidon
La hausse est graduée sur la joue gauche et sur l'extérieur par des repères à 300, 500, 1 000 et 1 500 mètres, réglée sur 2 000 m. Elle domine le canon de 83 mm.
Le guidon à lame est réglable par déplacement radial et la longueur du fusil permet de tirer sur deux rangs. Le cran de mire forme un V et le guidon triangulaire ressemble beaucoup à celui du Mauser 98.
Accessoires
Baïonnette 1889.

Couvre-canon.

Le tournevis du Vetterli est remplacé par celui du couteau de soldat adopté le 6 décembre 1890.
Dotation au combat
La dotation au combat en GP90 du soldat suisse était de 20 chargeurs de 6 cartouches. (120 cartouches)

- Ancien paquetage

48 cartouches en 8 chargeurs dans le compartiment intérieur de la cartouchière.
60 dans les gaines placées dans le couvercle du sac.
12 en deux chargeurs dans le sac.
- Nouveau paquetage (1896/98)

48 cartouches en 8 chargeurs dans les cartouchières.
60 dans les gaines placées dans le compartiment à cartouches du sac.
12 en deux chargeurs dans la poche du couvercle du sac.

Danger de surpression !

La cartouche 7,5 × 55 mm GP11 (cylindro-biogivale) est conçue pour le système de 1911 et ne doit pas être tirée dans le fusil Fusil Schmidt-Rubin 1889 qui utilise la cartouche 7,5 mm GP90 (cylindro-hémisphérique)

## Performances de l'arme
Engagement
Jusqu'à 500 mètres contre tous les buts.

Jusqu'à 1 000 mètres contre les lignes de tirailleurs, les mitrailleuses et des buts isolés importants.

Jusqu'à 1 500 mètres contre des compagnies en ordre serré, les escadrons, les batteries.

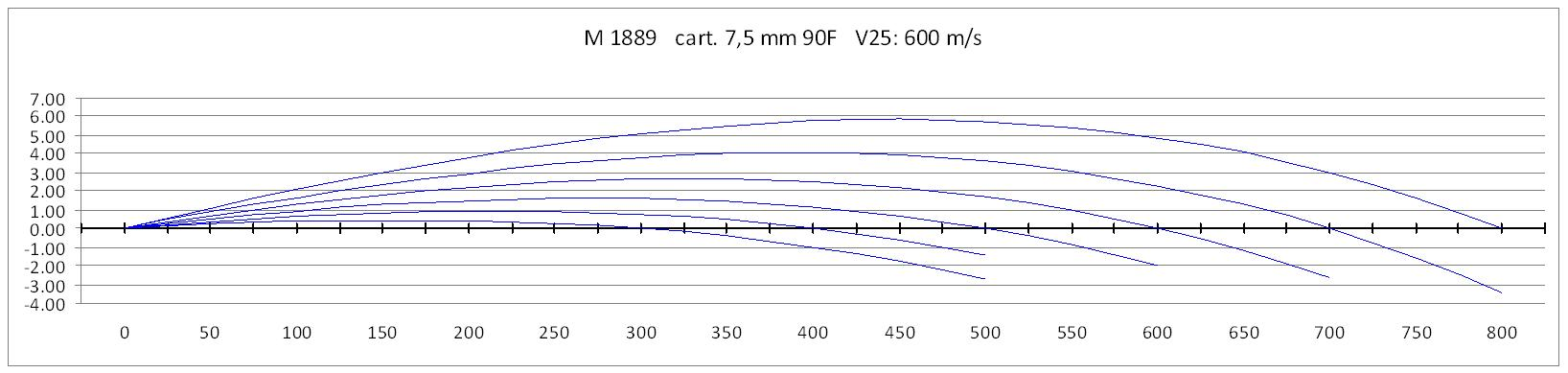
Graphique des ordonnées pour fusil M 1889

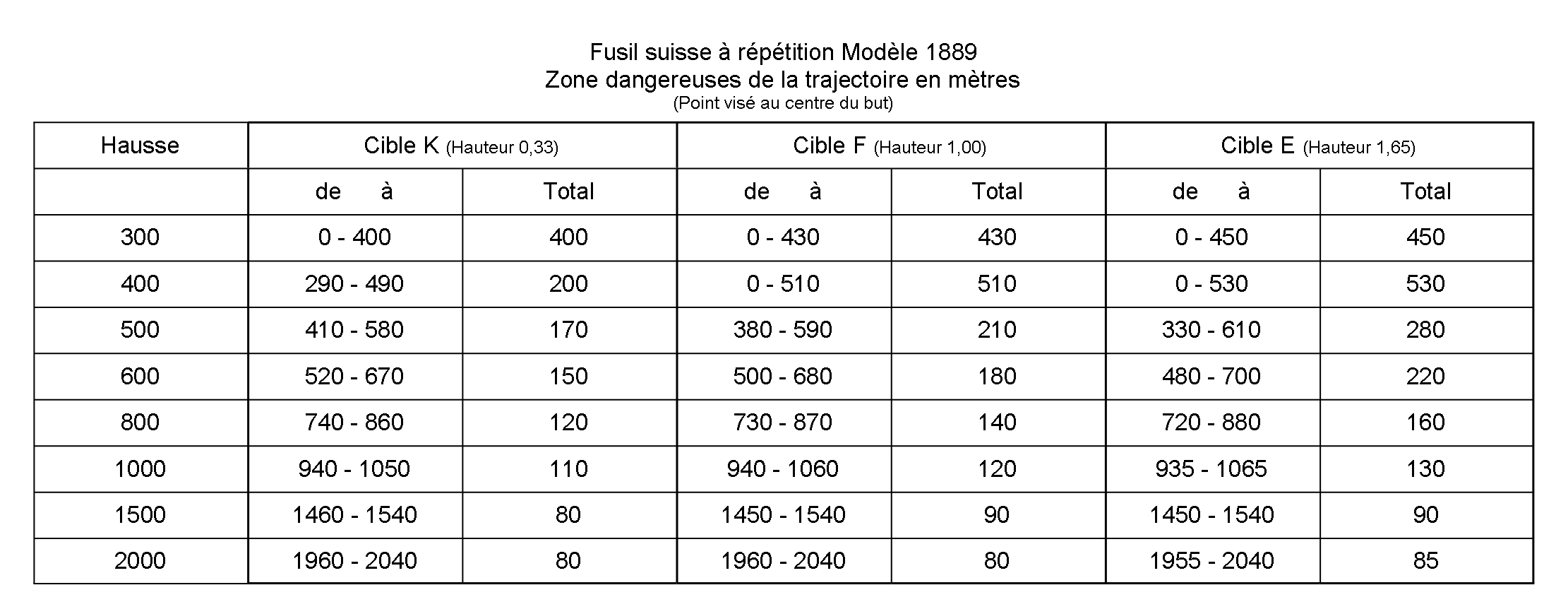
Zones dangereuses du M 1889

Groupement des touchés à 300 mètres, 50 % des impacts dans un rectangle de 6,8 × 5,2 cm.
| Distance | 50 % des coups (un fusil) | 70 % des coups (feu d'une troupe) |
| -------- | ------------------------- | --------------------------------- |
| 300 m    | 0,12 x 0,10               | 1,35 x 200                        |
| 400 m    | 0,16 x 0,14               | 1,85 x 170                        |
| 500 m    | 0,22 x 0,18               | 2,35 x 150                        |
| 600 m    | 0,28 x 0,22               | 2,9 x 135                         |
| 700 m    | n/a                       | n/a                               |
| 800 m    | 0,46 x 0,30               | 4,1 x 110                         |
| 900 m    | n/a                       | n/a                               |
| 1 000 m  | 0,78 x 0,42               | 5,5 x 100                         |
| 1 200 m  | 1,3 x 0,6                 | 7,3 x 90                          |
| 1 500 m  | n/a                       | 10,6 x 80                         |
| 2 000 m  | n/a                       | 19,0 x 80                         |

- NB: La dispersion moyenne est basée sur l'ancienne méthodologie du groupement des touchés.

La dispersion est déterminée par le tir, elle est valable pour des tireurs moyens à bons et varient d'un tir à l'autre d'une manière importante.
Les données sont des valeurs moyennes obtenues à partir de nombreuses séries.
La zone dangereuse est la portion de la ligne de mire à l'intérieur de laquelle un but d'une hauteur donnée peut encore être touché avec la même hausse et le même point à viser. Plus la zone dangereuse est grande, plus il est probable que la trajectoire moyenne pourra être portée dans le but.

## Du M 1889 au 1889/96
Sur la culasse du fusil 1889, les tenons de verrouillage se trouvent à l'arrière de celle-ci, avec une longueur totale de 225 mm. (72 mm. pour Lebel modèle 1886) des vibrations apparaissent au départ du coup et nuisent à la régularité de la précision.
Pour pallier ce problème de rigidité, une nouvelle culasse fut imaginée, plus robuste avec des tenons disposés au milieu de celle-ci, non par Rudolf Schmidt, qui expliquait que la modification de son système n'est pas réalisable, mais par le contrôleur Vogelsang.

Cette disposition présentée dans le rapport de gestion Conseil fédéral en 1896 fut adoptée le 31 juillet par un changement d'ordonnance du fusil modèle 1889 en fusil modèle 89/96. La fabrication commencera courant 1897.

## Galerie

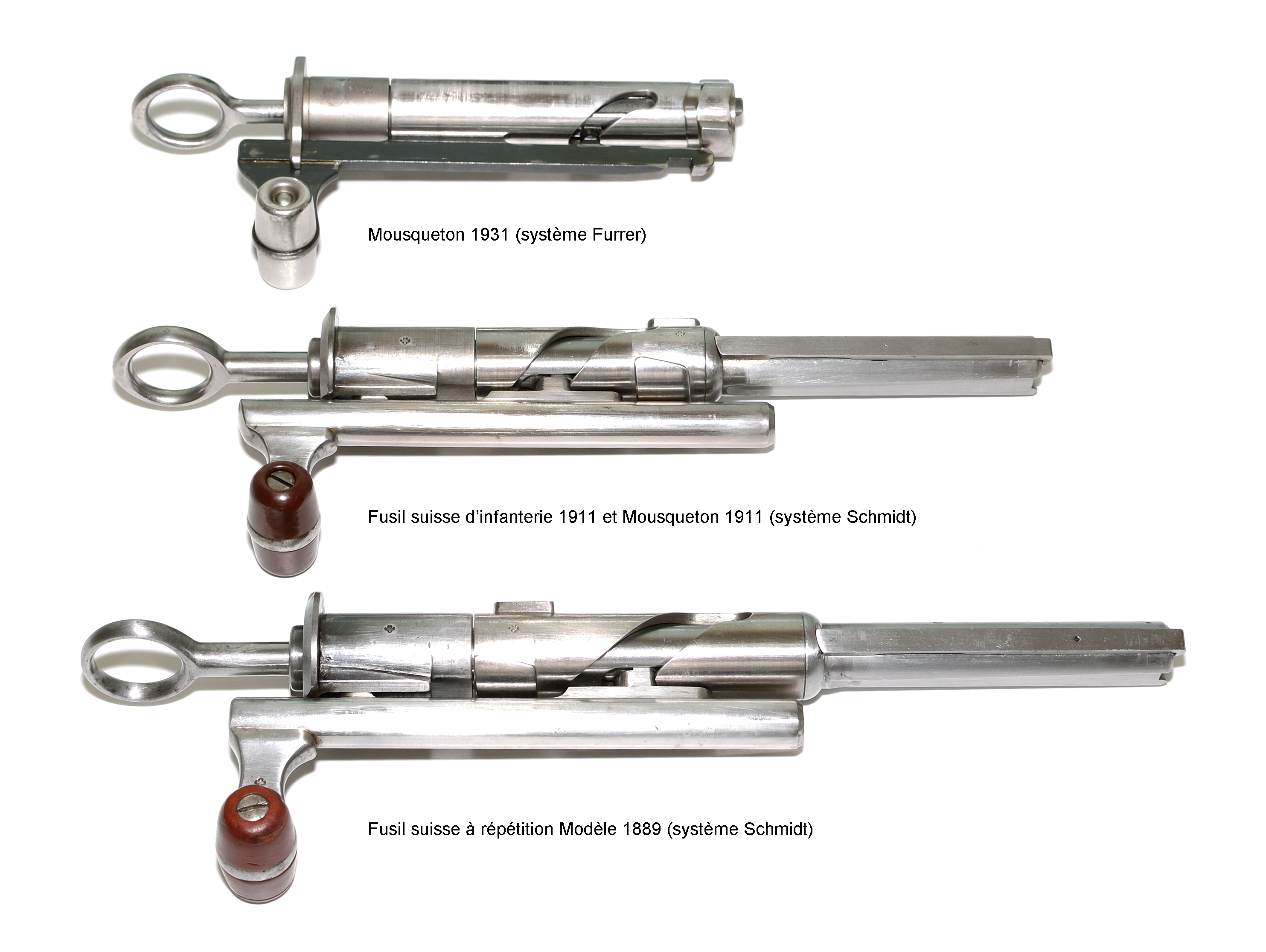
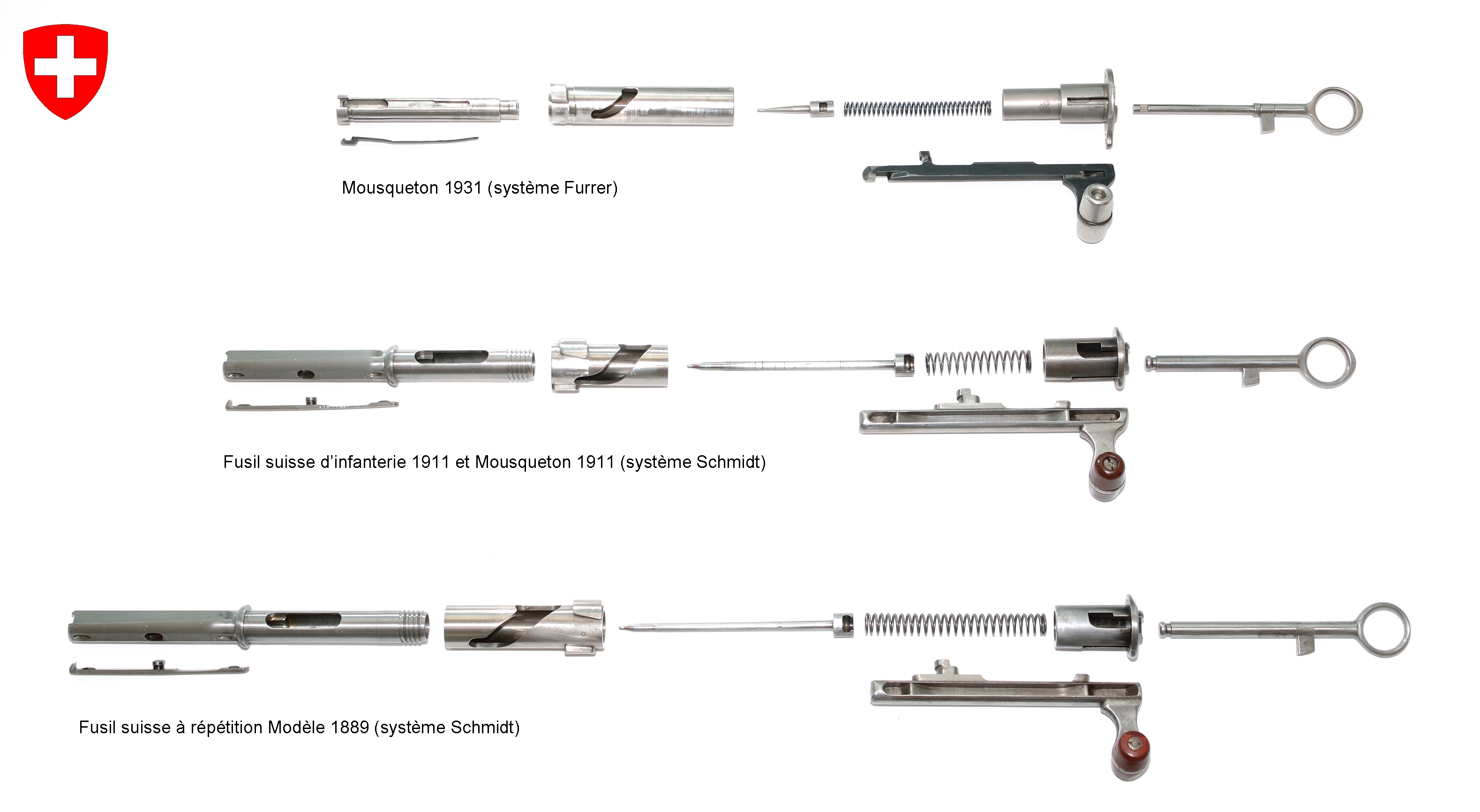
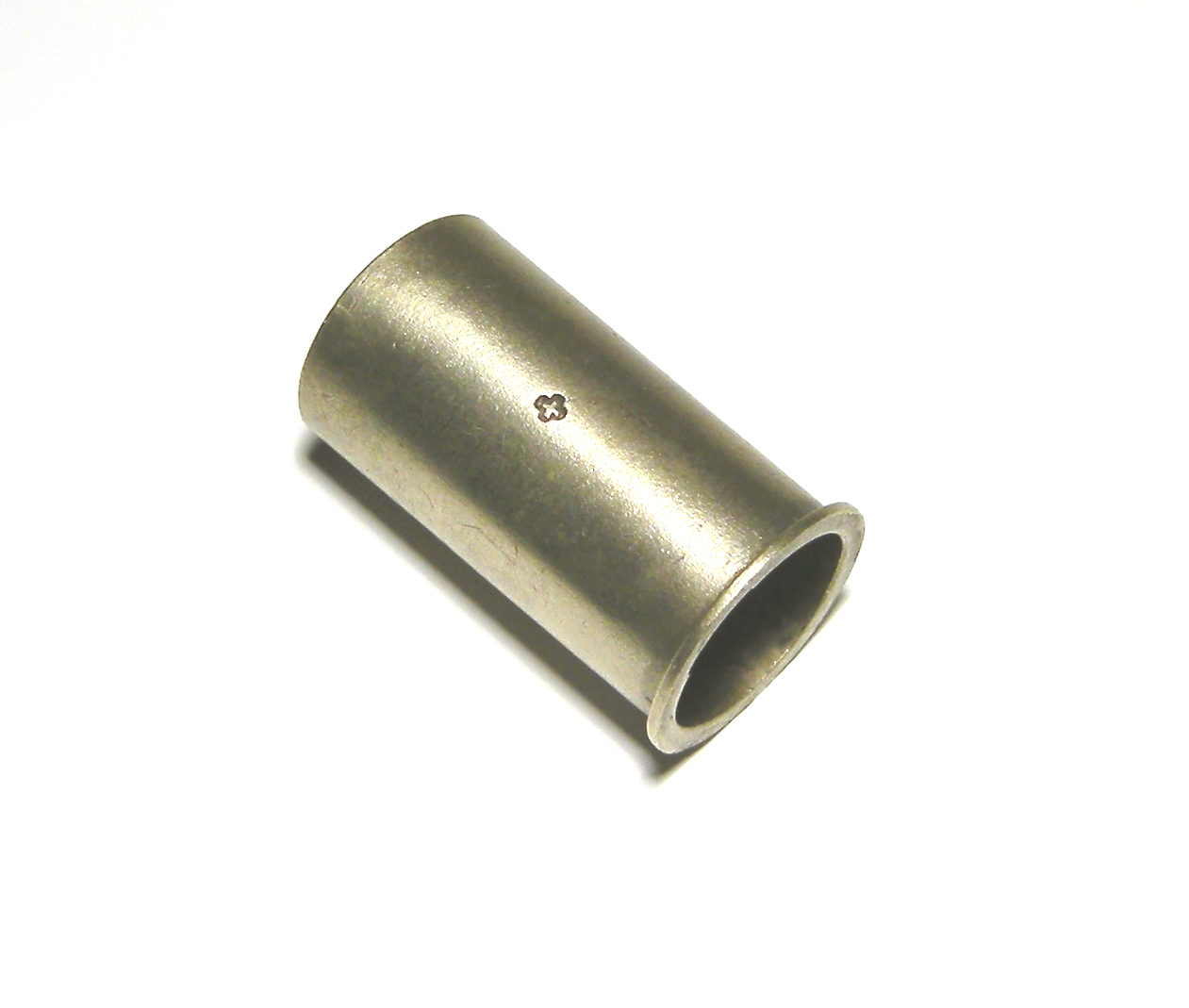
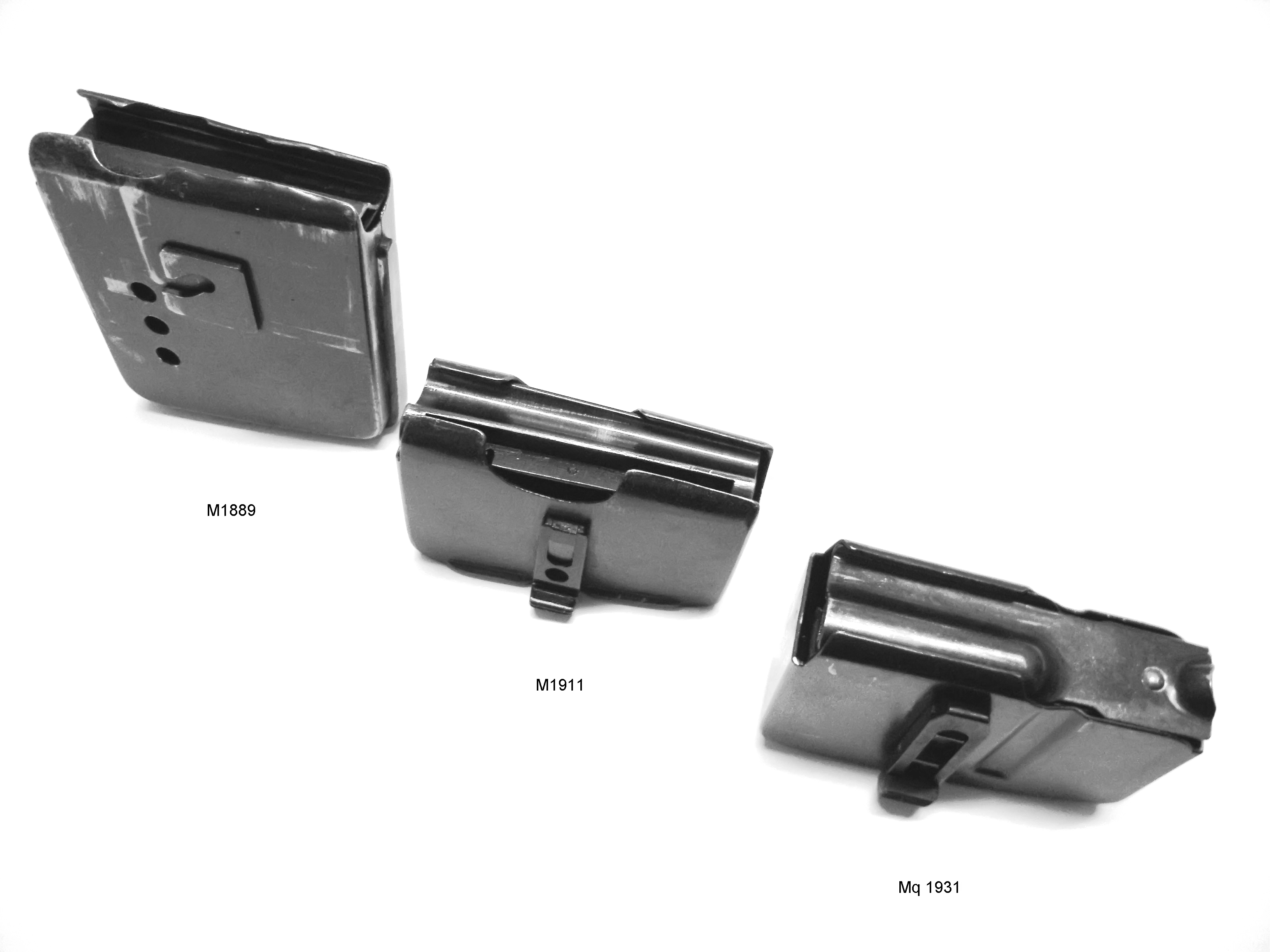
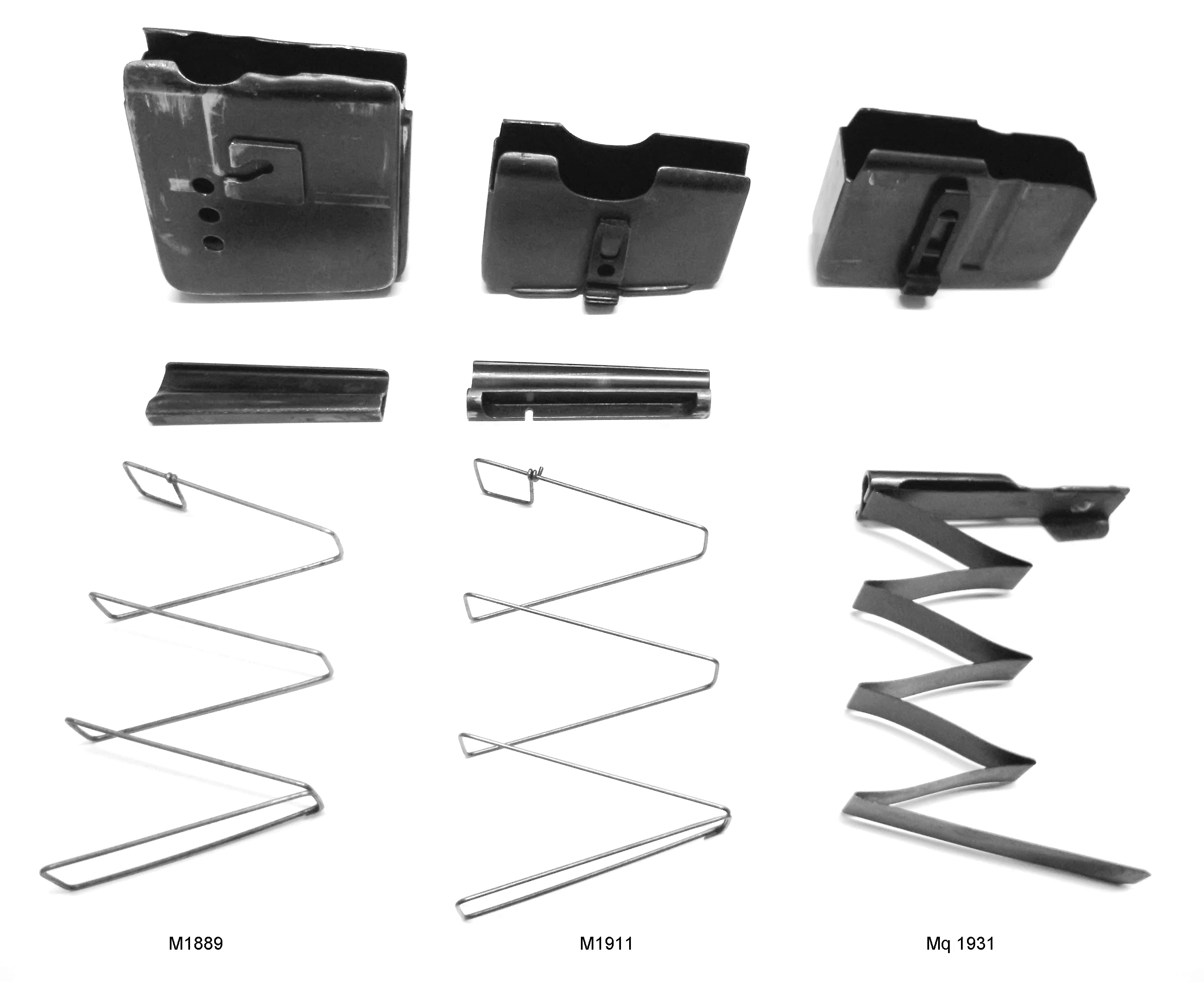